# Омагуа (мова)
Омагуа (Agua, Anapia, Ariana, Cambeba, Cambeba, Cambeeba, Cambela, Campeba, Canga-Peba, Compeva, Janbeba, Kambeba, Macanipa, Omagua, Omagua-Yete, Pariana, Umaua, Yhuata) — маловживана мова, яка належить до підгрупи тупі групи тупі-гуарані мовної сім'ї тупі, якою розмовляє народ омагуа, що проживає в поселеннях Грау, Сан-Сальвадор-де-Омагуас, Сан-Хоакін-де-Омагуас, Ель-Порвенір та інших на нижньому лівому березі річки Мараньйон, біля гирла річки Укаялі, регіону Лорето в Перу, а також у громаді Терра-Інджіжена-Ігарапе-Гранде муніципалітету Альвараес; у громадах Санта-Крус та Терра-Інджіжена-Кокама на правому березі річки Солімоес муніципалітету Тефе ареалу річки Солімоес штату Амазонас у Бразилії.
Омагуа має діалекти айзуаре (айсуарі), курасирарі (куразикарі), курусикурі (курузикарі) і парагуана (парагуара). Омагуа нагадує мову кокама.